# Gustavia coriacea
Gustavia coriacea är en tvåhjärtbladig växtart som beskrevs av Scott A. Mori. Gustavia coriacea ingår i släktet Gustavia och familjen Lecythidaceae. Inga underarter finns listade i Catalogue of Life.